# Purple Rain (альбом)
Purple Rain — шостий студійний альбом американського музиканта Прінса, випущений 25 червня 1984 року на лейблі Warner Bros. Records. Вперше гурт «The Revolution» був офіційним співучасником. Цей альбом є саундтреком до однойменного фільму. Пісня «Darling Nikki» є причиною створення позначки Parental Advisory.
Purple Rain став першим альбомом музиканта, який зайняв першу сходинку в Billboard 200 та залишався там безперервно 24 тижні. Загалом альбом залишався в чартах 122 тижні. «When Doves Cry» та «Let's Go Crazy» зайняли першу сходинку в Billboard Hot 100, «Purple Rain» — другу, а «I Would Die 4 U» восьму. В травні 1996 року альбом став платиновим в тринадцятий раз. Загалом, було придбано 25 мільйонів копій альбому по всьому світу, що зробило його одним із найкращих альбомів усіх часів. Прінс та гурт «The Revolution» отримали премію «Греммі» за найкраще вокальне рок-виконання дуетом чи гуртом та за найкращий саундтрек до картини. Сам Прінс отримав премію «Оскар» за найкращу музику до власного фільму «Purple Rain».
Альбом оцінюють, як один з найкращих. Він був введений до зали слави премії «Греммі» та доданий до Національного реєстру аудіозаписів бібліотеки Конгресу.

## Список композицій
| Перша сторона | Перша сторона                                           | Перша сторона |
| #             | Назва                                                   | Тривалість    |
| ------------- | ------------------------------------------------------- | ------------- |
| 1.            | «Let's Go Crazy»                                        | 4:39          |
| 2.            | «Take Me with U»                                        | 3:54          |
| 3.            | «The Beautiful Ones»                                    | 5:13          |
| 4.            | «Computer Blue» (Прінс, Джон Л. Нельсон, Венді та Ліза) | 3:59          |
| 5.            | «Darling Nikki»                                         | 4:14          |

| Друга сторона | Друга сторона     | Друга сторона |
| #             | Назва             | Тривалість    |
| ------------- | ----------------- | ------------- |
| 6.            | «When Doves Cry»  | 5:54          |
| 7.            | «I Would Die 4 U» | 2:49          |
| 8.            | «Baby I'm a Star» | 4:24          |
| 9.            | «Purple Rain»     | 8:41          |

## Сертифікації
| Регіон | Сертифікація   | Продажі     |
| --- | -------------- | ----------- |
| Австралія (ARIA) | 3× Платиновий  | 210 000^    |
| Австрія (IFPI Austria) | Золотий        | 25 000*     |
| Канада (Music Canada) | 6× Платиновий  | 600 000^    |
| Данія (IFPI Denmark) | Золотий        | 10 000      |
| Франція (SNEP) | Платиновий     | 300 000*    |
| Німеччина (BVMI) | 3× Золотий     | 750 000^    |
| Італія | —              | 60,000      |
| Японія | —              | 197,000     |
| Нідерланди (NVPI) | Платиновий     | 100 000^    |
| Нова Зеландія (RIANZ) | 5× Платиновий  | 75 000^     |
| Іспанія (PROMUSICAE) | Золотий        | 50 000^     |
| Швейцарія (IFPI Switzerland) | Платиновий     | 50 000^     |
| Велика Британія (BPI) | 2× Платиновий  | 600 000^    |
| США (RIAA) | 13× Платиновий | 13 000 000^ |
| Підсумки |                |             |
| Worldwide sales in 2016 | —              | 700,000     |
| Worldwide | —              | 25,000,000  |
| *продажі, що базуються лише на сертифікаціях · ^відвантаження, що базуються лише на сертифікаціях · продажі+прослуховування, що базуються лише на сертифікаціях |                |             |